# Fútbol en Hungría

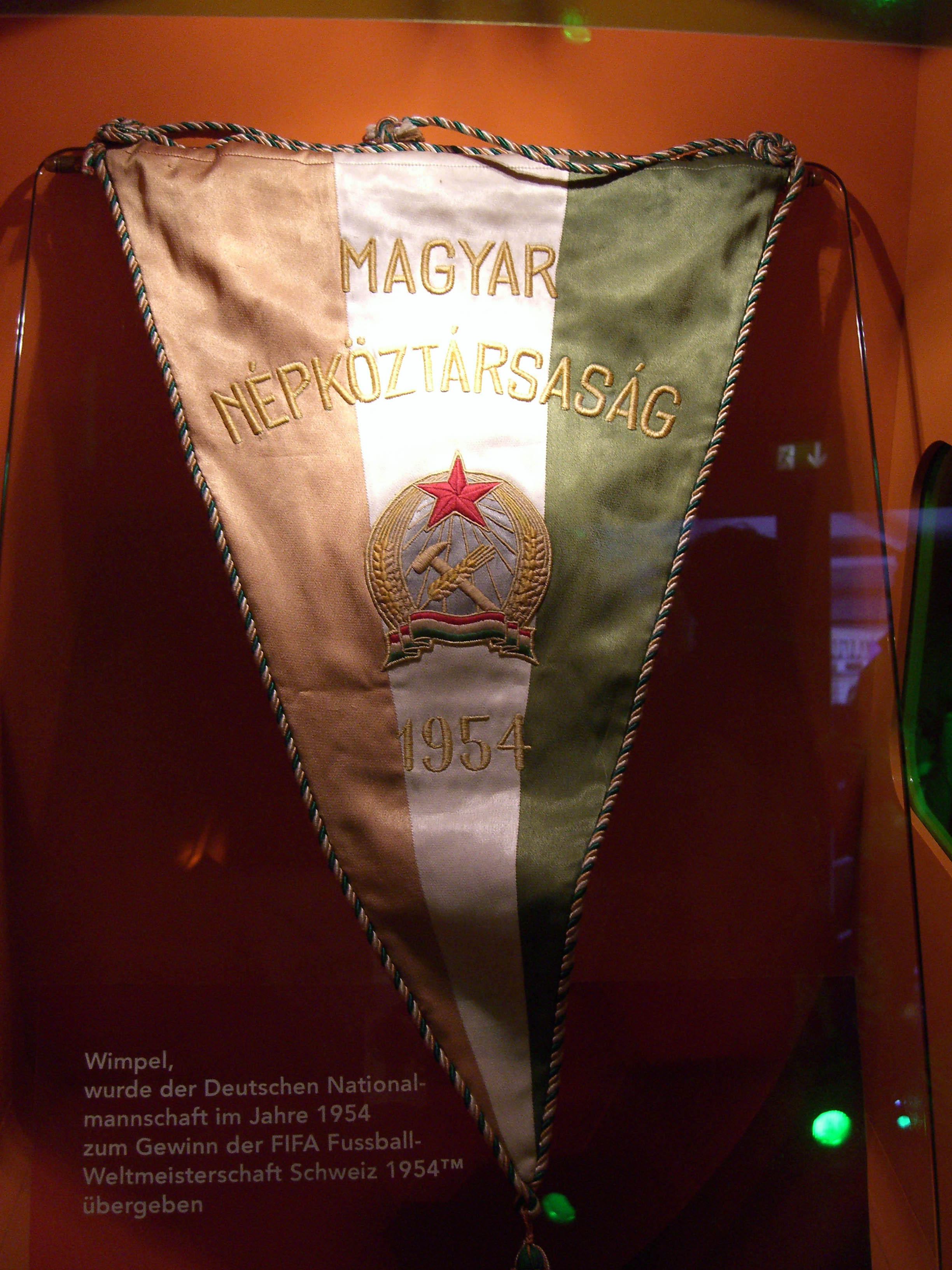
Banderín de Hungría como reconocimiento a su subcampeonato en el Mundial de 1954.

El fútbol es el deporte más popular en Hungría. La Federación Húngara de Fútbol es el máximo organismo del fútbol profesional en Hungría y fue fundada en 1901. La selección húngara ha disputado numerosos torneos internacionales, incluidos el primer torneo de fútbol en unos Juegos Olímpicos (Estocolmo 1912, nueve Mundiales y dos Eurocopas. Su mayor logro son las tres medallas de oro en los Juegos Olímpicos de 1952, 1964 y 1968, y el subcampeonato en los Mundiales de 1938 y 1954. Además fue la primera selección no británica en derrotar a Inglaterra, por 6-3 en el Estadio de Wembley en 1953. Meses después, derrotarían a los ingleses por un contundente 7-1 en Budapest en 1954, la peor derrota en la historia del combinado inglés.
La época dorada del fútbol húngaro tuvo lugar en la década de 1950, con la irrupción de jugadores de la talla de Laszlo Kubala, Ferenc Puskás, Zoltán Czibor, Sándor Kocsis, Nándor Hidegkuti, Ferenc Szusza, József Bozsik, Gyula Grosics entre otros. Este combinado (con la excepción de Kubala, quien tan solo disputó 3 partidos con Hungría antes de jugar para la selección de España) era conocido como el Equipo de oro  y se mantuvo invicto durante 32 partidos consecutivos, ganando la medalla de oro en los Juegos Olímpicos de Helsinki 52' y alcanzando la final Copa Mundial de Fútbol de 1954, siempre con Ferenc Puskas como figura estelar (84 goles en 85 partidos jugando para la Selección de fútbol de Hungría). El ocaso de este equipo que maravilló al mundo llegó con la Revolución húngara de 1956, y tras un partido de la Copa de Campeones de Europa del Budapest Honvéd en Bilbao, muchas de las estrellas como Czibor, Kocsis y Puskás decidieron no regresar a su país y fichar por equipos de Europa Occidental, significando así su retirada de la selección nacional. Puskás fichó por el Real Madrid en 1958 y debutó con la selección española en 1961, mientras que Czibor y Kocsis se unieron al FC Barcelona. En 1967, el jugador del Ferencváros T.C. Flórián Albert se convirtió en el primer húngaro en ganar el Balón de Oro, superando el segundo puesto logrado por Puskás siete años antes.
Los clubes de fútbol húngaro cuentan con varios éxitos internacionales. El Ferencváros T.C. ganó la Copa de Ferias en 1965 y fue subcampeón de la Recopa de Europa en 1975 y de la Copa de Ferias en 1968, mientras que el Újpest FC llegó a la final de la Copa de Ferias en 1969, el Videoton FC a la de la Copa de la UEFA en 1985, y el MTK Budapest a la de la Recopa de Europa en 1964.

## Competiciones oficiales entre clubes
- Nemzeti Bajnokság I: es la primera división del fútbol húngaro. Fue fundada en 1901 y está compuesta por 16 clubes.
- Nemzeti Bajnokság II: es la segunda división en el sistema de ligas húngaro. Está compuesta por 30 clubes, divididos en dos ligas regionales, de los cuales dos ascienden a la Nemzeti Bajnokság I.
- Nemzeti Bajnokság III: es la tercera división en el sistema de ligas de Hungría. Contiene seis grupos de 15 o 16 equipos, y el campeón de cada grupo asciende a uno de los dos grupos de la NII.
- Copa de Hungría: es la copa nacional del fútbol húngaro, organizada por la Federación Húngara de Fútbol y cuyo campeón tiene acceso a disputar la UEFA Europa League.
- Supercopa de Hungría: competición que enfrenta al campeón de la Nemzeti Bajnokság I y al campeón de Copa.

## Selecciones de fútbol de Hungría

### Selección absoluta de Hungría
La selección de Hungría, en sus distintas categorías está controlada por la Federación Húngara de Fútbol.
El equipo húngaro disputó su primer partido oficial el 12 de octubre de 1902 en Viena ante Austria, partido que se resolvió con 5-0 para los austríacos. Hungría ha disputado nueve Copas del Mundo de la FIFA y dos Eurocopas. El mejor resultado del combinado húngaro en una Copa Mundial fueron los dos subcampeonatos obtenidos en 1938 y de 1954. En cuanto a la Eurocopa, su mejor papel lo firmó en 1964 finalizando en tercera posición, significando también su debut en la competición. József Bozsik, con 101 internacionalidades, es el jugador que más veces ha vestido la camiseta de la selección nacional.

### Selección femenina de Hungría
La selección femenina debutó el 9 de abril de 1985 ante la selección de Alemania en Siófok en un partido que ganaron las húngaras por 1-0. Hasta el momento sólo han logrado clasificarse para la Eurocopa 1991, donde fueron eliminadas en cuartos de final por Noruega. La selección femenina de Hungría aún no ha participado en una fase final de la Copa del Mundo.